# Tetracnemoidea australiaensis
Tetracnemoidea australiaensis är en stekelart som beskrevs av Howard 1898. Tetracnemoidea australiaensis ingår i släktet Tetracnemoidea och familjen sköldlussteklar. Inga underarter finns listade i Catalogue of Life.